# Hendrik van Pruisen (1862-1929)

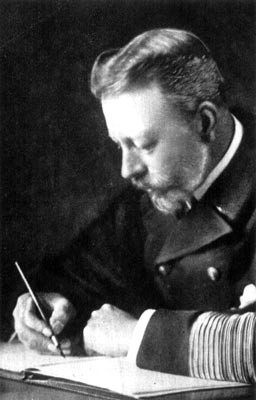
Prins Albert Willem Hendrik (1915 of eerder)

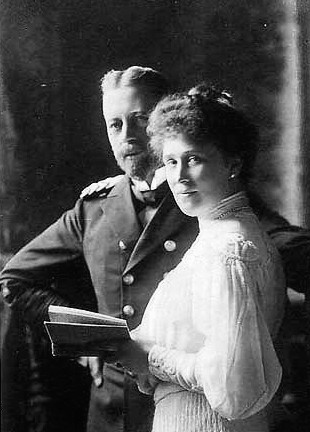
Prins Hendrik en zijn vrouw Irene

Albert Willem Hendrik (Potsdam, 14 augustus 1862 – Gut Hemmelmark (Barkelsby), 20 april 1929), prins van Pruisen, was de jongste zoon van de latere Pruisisch Duitse koning (en keizer) Frederik III en diens vrouw Victoria. 

## Biografie
Albert was de jongere broer van de latere Duitse koning en keizer Wilhelm II en een kleinzoon van de Britse koningin Victoria. 

### Marine
Hendrik bezocht eerst het gymnasium in Kassel en trad in 1877 als vijftienjarige toe tot de Kaiserliche Marine. Vanaf 1887 stonden verschillende schepen onder zijn commando. In 1900 stond hij aan het hoofd van de Duitse vloot die betrokken was bij de onlusten in de Zuid-Chinese Zee. Onder zijn leiding veroverde de vloot de havenstad Kiautschou. Bij het begin van de Eerste Wereldoorlog werd hij door zijn broer benoemd tot opperbevelhebber van de Oostzee. Hij slaagde erin om de Russische vloot in het defensief te dringen en voorkwam verschillende aanvalspogingen op de Duitse kust. 

### Na de oorlog
Na het einde van de oorlog, die ook het einde van de monarchie betekende, trok Hendrik zich terug uit de marine.
Hendrik had weinig gemeen met zijn broer Wilhelm. Hij had niet de geldingsdrang van de laatste Duitse keizer. Hij was in Noord-Duitsland zeer geliefd, vanwege zijn bescheidenheid en ook onder zijn soldaten genoot hij een grote populariteit. 
Na 1918 trokken Hendrik en zijn familie zich terug op hun landgoed Hemmelmarck. Daar legde de prins zich toe op zeilen en autoracen. Hij was een verdienstelijk wedstrijdzeiler. 

### Overlijden
Hendrik overleed, net als zijn vader, aan keelkanker.

## Familie
Hendrik trouwde op 24 mei 1888 met Irene van Hessen - Darmstadt. Het paar kreeg drie kinderen:
- Waldemar Wilhelm Ludwig Friedrich Viktor Heinrich (20 maart 1889 – 2 mei 1945)
- Wilhelm Viktor Karl August Heinrich Sigismund (27 november 1896 – 14 november 1978)
  - Barbara Irene Adelheid Viktoria Elisabeth Bathildis (1920-1994)
    - Donata (1956)
      - Thyra (1989)
      - Alix (1992)
      - Niklot Alexis (1994)

    - Edwina (1960)
      - Ludwig Leopold Bernhard Georg Maria (1996)
      - Paul Friedrich Christian Fabian Maria (1997)
      - Ferdinand Johann Albrecht Maria (1999)

  - Alfred Friedrich Ernst Heinrich Conrad (1924-2013)
- Heinrich Viktor Ludwig Friedrich (9 januari 1900 – 26 februari 1904)